# Gropnița
Gropniţa é uma comuna romena localizada no distrito de Iaşi, na região de Moldávia. A comuna possui uma área de 81.74 km² e sua população era de 3327 habitantes segundo o censo de 2007.